# 圣劳伦斯 (南达科他州)
圣劳伦斯（英語：St. Lawrence）是美国南达科他州下属的一座城鎮。根据2010年美国人口普查，该鎮有人口196人。论人口在本州排行第183。